# CAPSTONE
CAPSTONE (Cislunar Autonomous Positioning System Technology Operations and Navigation Experiment) is een voorbereidende missie van NASA’s Artemisprogramma waarbij een satelliet in dezelfde baan om de Maan wordt gebracht waarin enkele jaren later de Lunar Gateway zal vliegen. Met de missie is ongeveer 30 miljoen dollar gemoeid.
De satelliet moet aantonen dat de berekende baan om de Maan niet alleen in theorie maar ook in werkelijkheid stabiel genoeg is om te gebruiken. Ook wordt een nieuw navigatiesysteem genaamd CAPS (Cislunar Autonomous Positioning System) getest. CAPS meet de positie ten opzichte van de Lunar Reconnaissance Orbiter in plaats van grondstations op Aarde.

## Lancering
Het was aanvankelijk de bedoeling dat CAPSTONE vanaf Rocket Labs Lanceercomplex 2 op de Mid-Atlantic Regional Spaceport zou worden gelanceerd. Het gereedkomen van het door NASA en Rocket Lab ontwikkelde volautomatische systeem voor het afbreken van een lancering dat een voorwaarde voor lanceringen aldaar is, liet langer op zich wachten, waarop de lancering in augustus 2021 naar Nieuw-Zeeland werd verplaatst.
CAPSTONE werd op 28 juni 2022 met een Electron gelanceerd vanaf lanceerplatform B van Rocket Lab Launch Complex 1 in Nieuw-Zeeland. De door Advanced Space gebouwde twaalf units grote CubeSat werd door de eerste Rocket Lab Lunar Photon in zes dagen naar het juiste traject richting de Maan gemanoeuvreerd. De Lunar Photon is een variant van Rocket Labs Photon-satellietbus/kickstage die met krachtiger voortstuwing is uitgerust. Na de eerste twee stoten, die binnen 20 minuten van de lancering plaatsvonden, zou de HyperCurie-motor van de Lunar Photon iedere 24 uur een apogeum vergrotende stoot geven tot de baan voor Trans Lunar Injection is bereikt. Op 4 juli 2022 om 07:06 UTC was de trans lunar burn voltooid. 14 minuten later werd CAPSTONE los gekoppeld van de Lunar Photon. Daarmee was de lanceerfase met succes afgerond. 
Tijdens de lancering was er vanaf het afwerpen van de eerste trap geen beeld meer van boordcamera’s. De telemetrie van de nieuwe Lunar Photon had alle beschikbare bandbreedte nodig waardoor video stream niet mogelijk was. Ook was de lichte raket van iedere gram onnodige massa ontdaan om het maximale resultaat te bereiken.

## Na de lancering
Het is de bedoeling dat CAPSTONE zich drie maanden na de lancering met hulp van zijn eigen voortstuwing in de beoogde baan om de Maan manoeuvreert. Dan begint de zes maanden durende missie. 
Rocket Lab heeft aangegeven dat de Lunar Photon nog een niet nader gespecificeerde secondaire missie zal uitvoeren.

### Problemen
Na afkoppeling van de Lunar Photon ondervond NASA wat ze omschrijven als een communicatieprobleem in het contact tussen het Deep Space Network en de CAPSTONE-satelliet. De aard van de storing werd onderzocht. NASA meldde dat er voldoende extra brandstof aan boord is voor een latere koerscorrectie. Op 6 juli werd het contact met de satelliet hersteld. Een dag later werd de oorzaak bekend. Er was een onjuist geformatteerd commando naar de satelliet verstuurd waardoor de radio ermee stopte. Daarbij zat er een zwakte in de besturingssoftware van de satelliet waardoor deze daar niet goed mee om kon gaan en de radio niet onmiddellijk herstartte. Na het herstel van de communicatie werd besloten de eerste koerscorrectie uit te stellen om zo tijd voor meer diagnostische tests vrij te maken.
Op 8 september 2022 ontstond een anomalie aan het einde van een koerscorrecties  waarna de sonde in veilige modus werd geschakeld. Er werd daarop gewerkt aan een oplossing. Zo’n 24 uur na de anomalie ontving NASA de eerste telemetrie van CAPSTONE waaruit bleek dat de sonde in een spin was geraakt. Op 7 oktober 2022 verstuurde NASA met succes een aantal herstelcommando’s waarmee de spin kon worden gestopt. De oorzaak werd uiteindelijk gevonden in een verkleefde brandstofklep.
Op 12 november 2022 om 10:09 UTC vloog CAPSTONE de zwaartekrachtsfeer van de Maan binnen. Een dag later werd met succes de eerste orbit insertion maneuver uitgevoerd waarmee de maansatelliet in geplande baan om de Maan benaderde. Er zullen nog enkele manoeuvres voor het verfijnen van de baan volgen.